# Srednji Globodol
Srednji Globodol este o localitate din comuna Mirna Peč, Slovenia, cu o populație de 54 de locuitori.